# ال‌جی وی‌یو

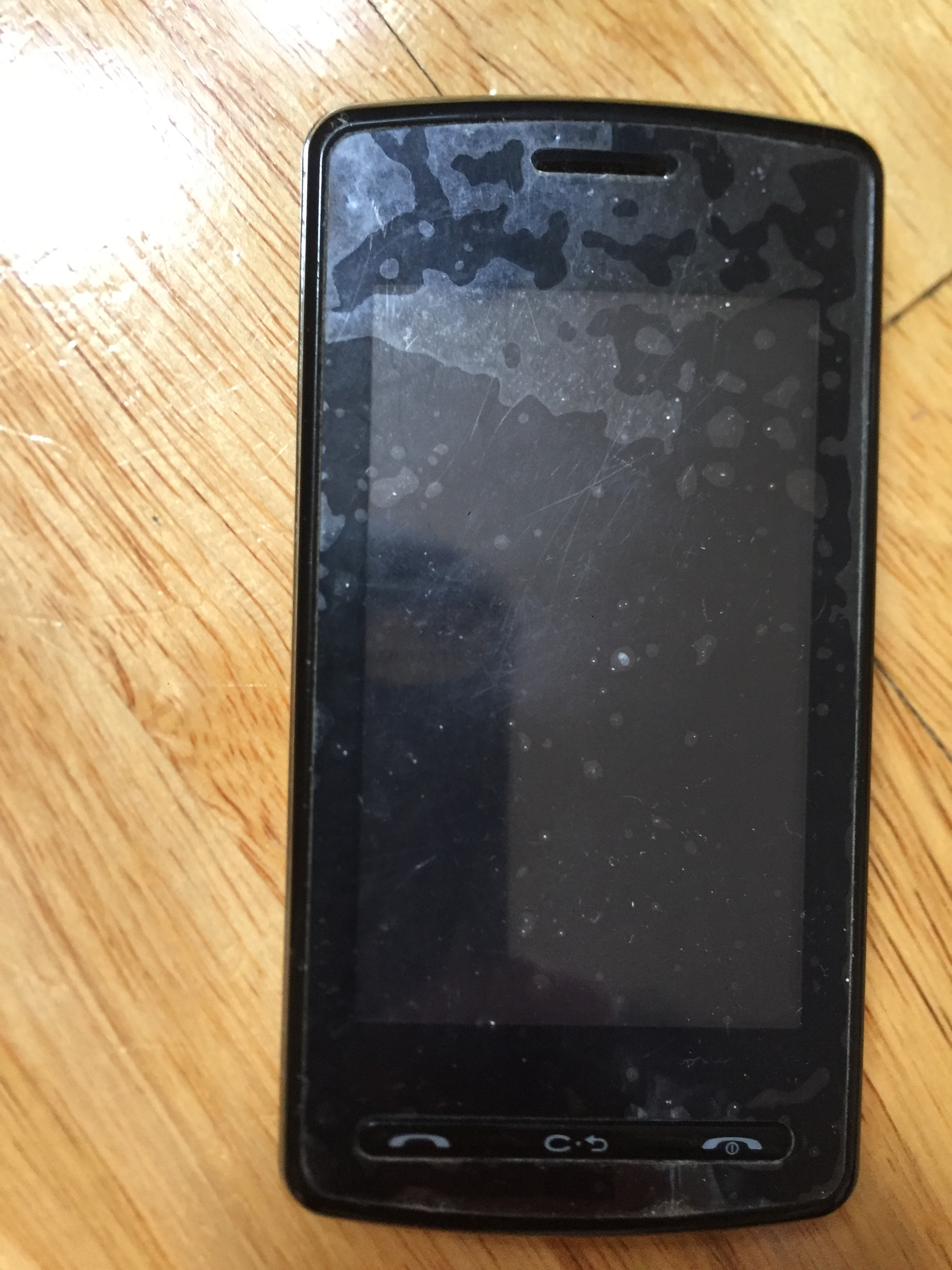
گوشی ال‌جی وی‌یو

ال‌جی وی‌یو (به انگلیسی: LG Vu (CU915/CU920))، یک‌نمونه از گوشی‌های تلفن همراه سری یو‌اس‌آ جی‌اس‌ام (به انگلیسی: USA GSM (CU)) شرکت ال‌جی الکترونیکس می‌باشد که توسط همین شرکت به بازار عرضه شده‌است. 